# Johan Haberman
Johan Haberman, född 1707 i Göteborg, död 10 juli 1780 i Halmstad, var en svensk ämbetsman och industriman.
Han var son till handels- och riksdagsmannen Johan Casper Haberman och hans hustru Brigitta Haberman, född Manorgen. Johan Haberman studerade juridik vid universitetet i Lund. Han fick anställning vid Kommerskollegium. Under åren 1732 och 1737 var han anställd i Ryssland bl.a. på den ryska myntdirektionen.
Fadern avled 1734 och modern 1738 och därmed blev Johan och brodern David Haberman arvtagare till Ettarps säteri utanför Halmstad. Där hade man planerat att grunda Ettarps glasbruk. Efter arvsdelning 1740 stod Johan Haberman som ägare till huvuddelen av Ettarps säteri och därmed även till den planerade glasbruket. Detta glasbruk var i drift under åren 1744-1755. 
Johan Haberman grundade även ett spånbruk på Ettarps marker. Privilegier för det fick han 1740 och tillverkningen var igång 1742. Spånbruket överfördes 1746 till brodern David. I slutet av 1740-talet flyttades spånverket till Munkabol i Torups socken, nära Fröslida. 
Åren 1745-1749 vistades Johan Haberman utomlands. Han överlät 1745 Ettarps säteri inklusive glasbruket till brodern David. Då Haberman återkom från Hamburg 1750 hade han titeln domare och han anges då som delägare i Ettarps säteri. 
År 1759 blev Haberman utsedd till intendent vid Myntverket i Stralsund. Han hade även titeln överdirektör vid kontrollverket. När Johan Haberman återkom till Sverige 1775 bosatte han sig i Halmstad där han bodde till sin död 1780.